# Xavier Bettel
Xavier Bettel (* 3. března 1973 Lucemburk) je lucemburský politik a právník, od listopadu 2023 místopředseda vlády a ministr zahraničních věcí v kabinetu Luca Friedena dvou koaličních partnerů Křesťanskosociální lidové strany a Demokratické strany. V letech 2013–2023 byl předsedou vlády Lucemburska.
V roce 1999 se stal zastupitelem Lucemburku. O šest let později byl zvolen do městské rady a v letech 2011–2013 působil jako starosta metropole velkovévodství. Od roku 1999 také zasedal v Poslanecké sněmovně. Roku 2013 vystřídal v čele Demokratické strany Claudea Meischa.

## Osobní život
Narodil se roku 1973 v Lucemburku do rodiny obchodníka s vínem Claudea a Francouzky ruského původu Aniely Bettelových. Matka byla praneteří hudebního skladatele Sergeje Rachmaninova. Po dokončení středoškolského stupně vzdělání získal magisterský diplom ve veřejném a evropském právu a titul DEA (Diplôme d'études approfondies, dříve udělovaný titul ve Francii standardně po jednoletém postgraduálním studiu) v politologii a veřejném právu na univerzitě v Nancy. V řecké Soluni také studoval námořní právo a církevní právo na Aristotelově univerzitě v rámci výměnného studentského programu Erasmus. Kvalifikaci právníka získal 12. července 2001.
Na počátku třetího tisíciletí účinkoval po čtyři roky v pořadu nazvaném Sonndes em 8, již zaniklého soukromého televizního kanálu T.TV.

## Politická dráha

### Místní politika
V komunálních volbách 1999 byl poprvé zvolen do zastupitelstva Lucemburku, když na kandidátce Demokratické strany skončil šestý. Po volbách do zastupitelstev v roce 2005 se umístil na čtvrté pozici a v rámci sboru byl zvolen do úřadu zvaného échevin (konšel). Sbor konšelů spolupracuje se starostou.
Po obecních volbách konaných 9. října 2011 se ve třiceti osmi letech stal starostou Lucemburku. Slib složil 24. listopadu 2011. Ve funkci setrval do prosince 2013, kdy byl jmenován lucemburským premiérem.

### Celostátní politika
Do jednokomorového parlamentu kandidoval ve volbách 1999, kdy v centrálním obvodu skončil na 10. místě demokratické kandidátky – tři příčky pod čarou, za sedmi přímo zvolenými poslanci. Přesto v Poslanecké sněmovně zasedl vzhledem k tomu, že Demokratická strana jako druhá v pořadí přeskočila třetí Socialistickou dělnickou stranu, a s vítězem voleb Junckerovou Křesťanskosociální lidovou stranou zformovala vládu. Zvolené demokratické poslankyně Lydie Polferová a Anne Brasseurová se staly členkami kabinetu. V důsledku klouzavého mandátu tak uvolnily svá poslanecká křesla pro dva náhradníky. Bettel jako třetí náhradník pak do parlamentu pronikl 12. srpna 1999 díky uvolněnému křeslu Colette Fleschové, která byla zvolena v eurovolbách 1999 do Evropského parlamentu a v národním zastupitelském sboru nezasedla.
V parlamentních volbách 2004 skončil na čtvrté pozici kandidátky, z níž se do sněmovny dostalo pět členů, a pokračoval tak v mandátu.

#### Předseda vlády
V průběhu roku 2013 se stal předsedou Demokratické strany a ve všeobecných volbách 2013 kandidoval jako její lídr. Poté, co subjekt dovedl s třinácti mandáty k třetímu místu, jmenoval jej velkovévoda Jindřich I. Lucemburský za tzv. formateura, osobu která vede jednání o sestavení budoucí vlády. Lucemburským premiérem se stal 4. prosince 2013, když byl dohodnut koaliční kabinet na půdorysu jeho demokratů, socialistické dělnické strany (držících také 13 mandátů) a Zelených (se 6 mandáty). Ve vládě současně zastával pozice státního tajemníka, ministra spojů a sdělovacích prostředků a ministra pro náboženské záležitosti.
Od jeho vlády se očekávala právní reforma v oblasti uzavírání stejnopohlavních sňatků (účinnost přijatého zákona od 1. ledna 2015), změna náboženských pravidel ve školách a omezení výdajů, aby Lucembursko udrželo nejvyšší rating AAA.

## Soukromý život
Otevřeně se hlásí k homosexuální orientaci. Podle jeho názoru stále více Lucemburčanů neřeší skutečnost, jestli je či není někdo gay. Stal se tak prvním lucemburským premiérem, který se otevřeně přihlásil k homosexuální orientaci, a historicky třetí takovou hlavou vlády na světě, po islandské premiérce Jóhanně Sigurðardóttirové a belgickém ministerském předsedovi Eliu Di Rupovi.
Od března 2010 byl v partnerském vztahu s architektem Gauthierem Destenayem, jenž ho v srpnu 2014 požádal o ruku. K uzavření sňatku došlo 15. května 2015. Právní úprava umožňující uzavírání stejnopohlavních manželství vstoupila v Lucembursku v účinnost 1. ledna téhož roku.